# Sapromyza melanocephala
Sapromyza melanocephala är en tvåvingeart som först beskrevs av Kertesz 1915.  Sapromyza melanocephala ingår i släktet Sapromyza och familjen lövflugor. Inga underarter finns listade i Catalogue of Life.